# Symbiotické vztahy mravenců
Mravenci jsou díky své početnosti důležitými stavebními kameny mnoha ekosystémů na Zemi. Velmi často tak vstupují do symbiotických vztahů s jinými organismy, z nichž mnoho je vyloženě mutualistických (oboustranně výhodných). Tyto vztahy se týkají nejen ostatního hmyzu, ale i rostlin a hub. Na druhou stranu známe také mnoho parazitických vztahů, které jsou rovněž určitou formou symbiózy. Také jsou cílem některých predátorů, z říše živočichů a dokonce z říše hub.

## Komenzální druhy v mraveništi
V mraveništi žijí mnohé druhy členovců spolu s mravenci. Většinou to jsou komenzálové, tedy organismy, které mravencům neškodí, ze života v mraveništi mají určitou výhodu a mravenci mají výhodu z jejich přítomnosti.
Velmi často se tyto druhy evolučně přizpůsobily životu v mraveništi, například tím, že se podobají mravencům (myrmekomorfie). Některé druhy vyvinuly různá mimikry, například batesovské mimikry, které snižuje riziko predace, nebo Wasmannianské mimikry, které souvisí s komenzálním životem v mraveništi.

## Druhy poskytující medovici

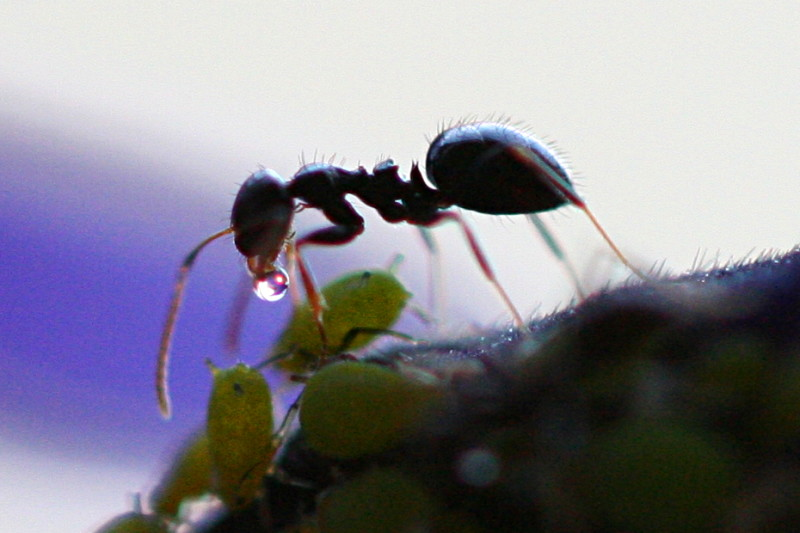
Mšice a mravenec

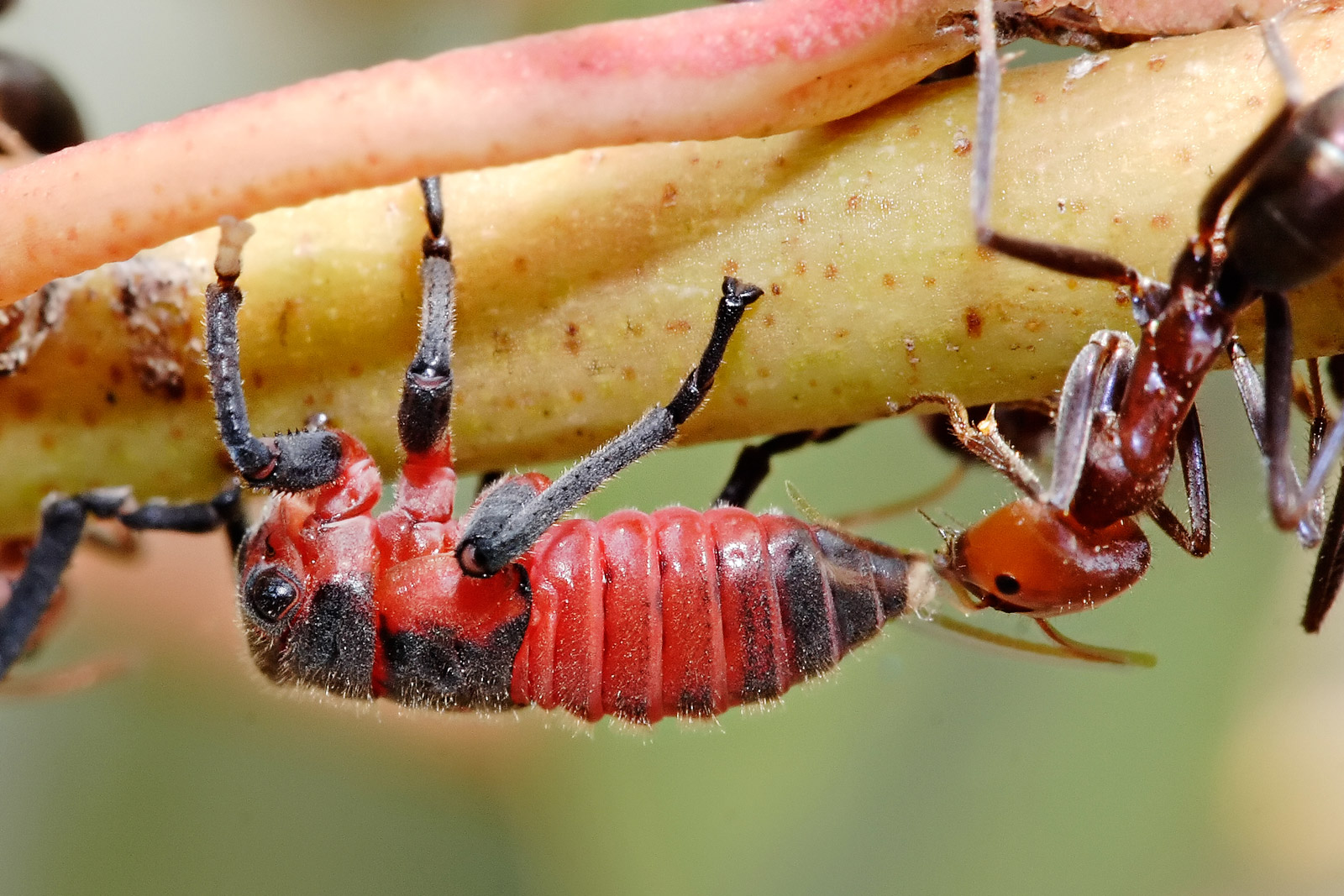
Zástupce čeledi křískovitých (Cicadellidae) v symbióze s mravenci; mravenci dojí křísky

### Mšice
Mšice vylučují ze zadečku sladkou látku zvanou medovice, kterou vytvářejí v trávicím ústrojí z rostlinných šťáv (floému). Cukry, které obsahuje, jsou výborným zdrojem energie a některé druhy mravenců toho využívají. V určitých případech vylučují mšice medovici jen jako reakci na mravence, kteří jim poklepávají na tělo tykadly. Ty druhy mravenců, které se živí medovicí, chrání mšice před predátory (především před larvami a dospělci slunéček, zlatooček a larvami pestřenek), vysazují mšice na další rostliny, případně jim pomáhají s přezimováním vajíček. Když některé druhy mravenců stěhují kolonii, berou mšice s sebou.
Medovice je u daných druhů důležitou součástí jídelníčku, někdy až 50 % denního příjmu. Jedna mšice vyloučí denně asi 0,5 mg šťávy, za příhodných podmínek až 8 mg.

### Červci
Mravenci chovají také některé stejnokřídlé, například puklice a mery. Proto se mohou červci stát vážnými škůdci, když je před přirozenými nepřáteli chrání mravenci.

### Modrásci
Housenky některých motýlů z čeledi modráskovití (Lycaenidae) jsou opatrovány mravenci – ve dne je mravenci vynášejí ven, v noci jsou housenky uvnitř mraveniště. Za odměnu housenky vylučují sladký sekret, kterým se mravenci živí.
Někteří modrásci (např. modrásek černoskvrnný, Maculinea arion) tvoří s mravenci vztah na hraně mezi mutualismem a parazitismem. Sice v určitém stadiu dávají mravencům sladkou šťávu, později se však v mraveništi živí larvami mravenců.

## Mravenci, kteří pěstují houby

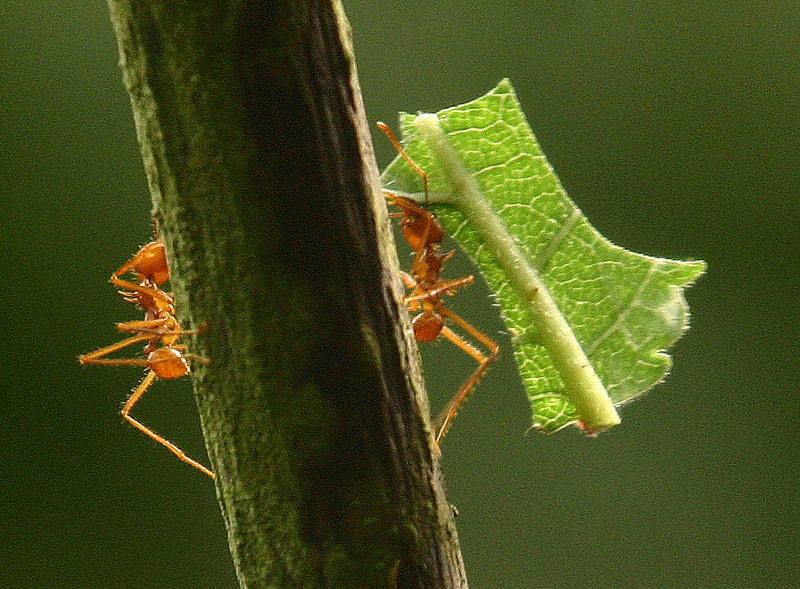
Mravenci Atta při práci

Mravenci tribu Attini, především z rodu Atta pěstují v mraveništi houby, a to zejména z rodu Leucoagaricus a Leucocoprinus z čeledi pečárkovité (Agaricaeae). Mravenci se živí pouze hyfami hub a vztah mezi mravenci a houbami (mutualismus) je pro obě strany životně důležitý. Mravenci pěstující houby se vyvinuli již v mladších třetihorách, a tak předběhli člověka-zemědělce asi o 50–60 miliónů let.
Mravenci v mraveništi budují komůrky o objemu 2–3 litry, do kterých nosí listy lesních dřevin. Rozkoušou je a vzniklým materiálem živí houby. O houbové kultury se mravenci pečlivě starají – odstraňují mycelia nežádoucích druhů hub (např. z rodu Escovolopsis). Někdy likvidují nežádoucí houby i chemicky – ve speciálních útvarech na těle mají bakterie rodu Streptomyces, které produkují antimykotika.

## Mravenci a rostliny

### Myrmekofyty
Rostliny, které využívají mravenců k obraně před býložravci, se nazývají myrmekofyty. Až 24 čeledí rostlin má extraflorální (mimokvětní) nektaria, která mravencům poskytují potravu, nektar. Mravenci nad nimi někdy staví přístřešky. Mravenci na oplátku chrání rostliny před býložravci – fytofágním hmyzem. Extraflorální nektaria však mohou mít i jinou funkci – odpoutávat pozornost mravenců od květů, protože mravenci nejsou vhodnými opylovači. Jsou poměrně neefektivní – často jejich působením dochází k samoopylení – a na rozdíl od včel, čmeláků a jiných včelovitých nepřenesou pyl na vzdálené rostliny.

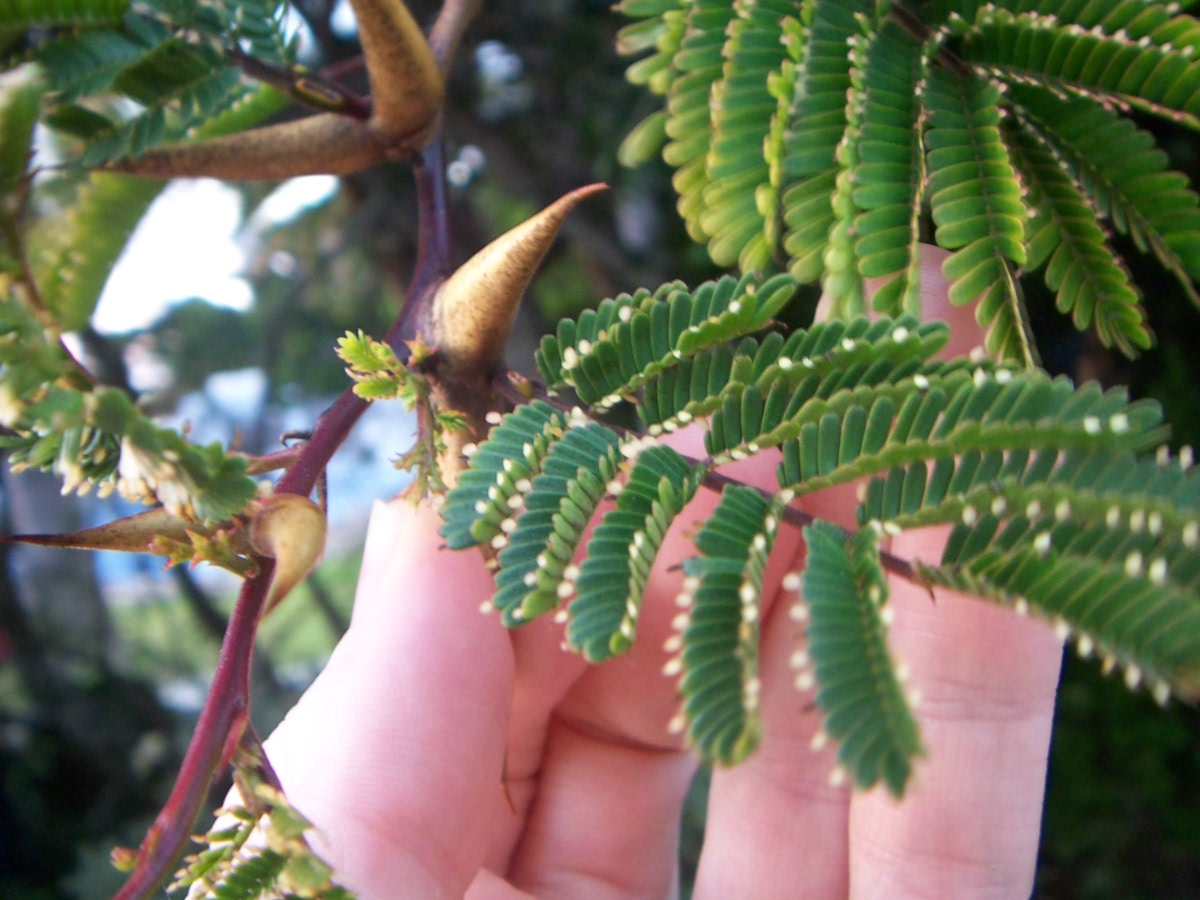
Beltova tělíska akácie rohaté

Některé druhy mravenců využívají určitých druhů akácie s nápadné zvětšenými dutými trny. Trny mravencům slouží jako příbytek (tzv. domacium; lat. domacium je hálka). Mravenci naopak rostlinu chrání před býložravým hmyzem a jeho larvami, savci a před konkurenční vegetací, popínavými rostlinami. Akácie mravencům poskytuje také Beltova tělíska umístěná na konci listů. Tělíska obsahují množství vitamínů, lipidů a proteinů a slouží mravencům jako potrava. Odnášejí tělíska do hnízda a krmí jimi larvy. Tělíska a někdy i nektar z květů slouží jako potrava celé mravenčí kolonii.
Je prokázáno, že vymizí-li z určité oblasti mravenec Pseudomyrmex ferruginea symbiotický (mutualista) s akácií rohatou (Acacia cornigera), přežijí pouze izolované akácie a jen výjimečně. Mravenec druhu Pseudomyrmex ferrugineus je symbiontem (mutualistou) akácie druhu Acacia sphaerocephala.
Mravenci rodu Iridomyrmex osídlují duté části rostliny rodu Myrmecodia, která roste na chudých stanovištích. Trus, který mravenci zanechávají v dutinách, rostlině poskytuje potřebné minerální látky. Rostlina je vstřebává bradavičnatými výrůstky.

### Myrmekochorie
Myrmekochorie – z řeckého μύρμηξ, μύρμηκος (mýrmēx, genitiv mýrmēkos) „mravenec“ a χωρεῖν (chōrein) „šířit se“ – je mechanismus šíření rostlin, který k transportu diaspor (plodů, semen, spor) využívá mravence. Rozšiřování rostlin mravenci je poměrně časté i u českých druhů rostlin. Příkladem může být vlaštovičník větší (Chelidonium majus), dymnivka (Corydalis), violka (Viola) aj.
Na území České republiky roste 200 myrmekochorních druhů rostlin. Mravenci pojídají například dužnatou část semene (tzv. elaisom čili masíčko), která je bohatá na olej a proteiny. Odnesou semeno do mraveniště, oddělí elaiosom, jímž jsou zpravidla krmeny larvy, a vynesou semeno na povrch na tzv. odkladiště. Semeno zůstává v mraveništi několik minut až hodin.
K šíření rostlinného druhu přispívají mravenci jednak roznášením semen, jednak tím, že po průchodu mraveništěm jsou semena odolnější vůči predaci myší a vůči houbové nákaze, protože ztratila výživný elaiosom, který predátory láká. Většina semen je vynesena, ale pokud semeno v mraveništi zůstane, je chráněno před predátory včetně semenožravých mravenců.
Druhy rostlin, které rostou v ČR, v aktivním mraveništi neklíčí, ovšem o to více klíčí a rostou na okraji mraveniště. V příznivějším klimatu mohou semena ponechaná v mraveništi zvyšovat semennou banku daného druhu.
Výzkumy ukázaly, že myrmekochorie pozitivně ovlivňuje počet semenáčků, vzdálenost od mateřské rostliny, rovnoměrnost jejich rozmístění a má vliv na snížení kompetice mezi dvěma semenáčky stejného druhu na třetinu až polovinu. Při výzkumu přežívání semenáčků myrmekochorního druhu ostřice kulkonosné (Carex pilulifera) se ukázalo vyšší přežívání semenáčků šířených mravenci (72 % po pěti letech) oproti semenáčkům bez přispění mravenců (13 %). Růstová rychlost a plodivost byla také vyšší u diaspor šířených mravenci.

### Ďábelské zahrady
Mravenci Myrmelachista schumanni tvoří v deštných lesích tzv. ďábelské zahrady (v orig. devil's gardens), tedy plochy, kde roste pouze jedna dřevina – Duroia hirsuta.. Tato dřevina totiž vytváří pro mravence vhodné prostory pro hnízdo. Ostatních druhů rostlin se zbavují mravenci tím, že vstříknou kyselinu mravenčí do listu jejich semenáčků. Některé ďábelské zahrady mohou být staré až 800 let.

## Další organismy v symbióze s mravenci
- Někteří ptáci se zbavují ektoparazitů tím, že odpočívají na mraveništi nebo sbírají mravence a pouští je na své peří a křídla. Toto chování však ještě nebylo zcela objasněno.

- Některé druhy hub z rodu housenice (Cordyceps) napadají mravence a donutí je, aby se zakousli do rostlinného pletiva. Poté houba mravence zabije a vysaje a posléze vyrůstá z mravence i plodnice. Zdá se, že houba ovládá chování mravence a tím se snaží zlepšovat šíření svých výtrusů.[14]

- Některé jihoamerické pralesničky (Dendrobates) se živí primárně mravenci. Toxiny, které tyto žáby obsahují, jsou asi odvozené od některých látek, obsažených v mravencích.[15]

- Mravenec Allomerus decemarticulatus, jehož hostitelskou rostlinou je hirtela rodu Hirtella physophora, využívá trichomů rostliny ke stavbě pastí. Část trichomů mravenci ostříhají a část využijí jako sloupoví. Z ostříhaných trichomů a hmoty, kterou vydáví, slepí jakési zastřešení a osadí je houbovým myceliem. Mycelium se rozroste a protože lepí, znehybní hmyz, který na něj usedne (např. kobylky) – mnohem větší hmyz, než jsou mravenci.[16] Autoři pozorování a příspěvku uvádějí, že kolektivní výroba pasti jako predátorská strategie nebyla dříve u mravenců popsána.